# Spital Männedorf
Die Spital Männedorf AG ist das Schwerpunktspital im Bezirk Meilen. Jährlich werden über 32'000 Patienten ambulant und 7'700 Patienten stationär umsorgt. Die durchschnittliche Aufenthaltsdauer im Jahr 2016 betrug 5,4 Tage. Der Umsatz 2016 summierte sich knapp 120 Millionen Schweizer Franken. Es resultierte ein Gewinn von über 2,8 Millionen Franken.

## Geschichte

Spital Männedorf (1958)

Das Spital Männedorf wurde 1883 als Krankenasyl mit neun Betten gegründet. 1901 wurde die erste Blinddarmoperation durchgeführt. 1916 schlossen sich mehrere Gemeinden zur Stiftung Kreisasyl Männedorf zusammen, um den Ausbau des Krankenhauses zu forcieren. 1932 wurde das Kreisasyl Männedorf in Kreisspital Männedorf umbenannt. 2012 folgte die Umwandlung in eine Aktiengesellschaft, der Spital Männedorf AG.

## Fachgebiete
Die spitalinternen Ärzte und Fachpersonen sowie Belegärzte betreuen Patienten in folgenden Fachgebieten:
- Adipositaszentrum (Bariatrie)
- Altersmedizin (Akutgeriatrie/Geriatrie)
- Angiologie
- Diabetesberatung
- Ernährungsberatung
- Gastroenterologie
- Geburtshilfe
- Gefässchirurgie
- Gynäkologie
- Hämatologie
- Anästhesie
- Radiologie
- Intensivmedizin
- Kardiologie
- Innere Medizin
- Viszeralchirurgie
- Neurologie
- Notfallmedizin
- Onkologie
- Orthopädie
- Palliative Care
- Pflege
- Physiotherapie
- Pneumologie
- Proktologie
- Rettungsdienst
- Senologie
- Sozialberatung
- Spitalseelsorge
- Thoraxchirurgie
- Unfallchirurgie (Traumatologie)
- Urogynäkologie
- Urologie
- Wund- und Stomaberatung

## Organisationsstruktur
Das Aktionariat des Spitals Männedorf verteilt sich auf folgende Gemeinden:
| Gemeinde       | Aktienanteil |
| -------------- | ------------ |
| Erlenbach      | 7 %          |
| Herrliberg     | 9 %          |
| Hombrechtikon  | 9,8 %        |
| Küsnacht       | 11,2 %       |
| Männedorf      | 14,7 %       |
| Meilen         | 19,4 %       |
| Stäfa          | 20,5 %       |
| Uetikon am See | 8,4 %        |

Der Verwaltungsrat führt die Aktiengesellschaft strategisch unter der Präsidentin Beatrix Frey-Eigenmann. Die Spitalleitung verantwortet die operative Leitung des Krankenhauses.